# Lasiommata maderakal
Lasiommata maderakal is een vlinder uit de familie Nymphalidae en de onderfamilie Satyrinae. Dewetenschappelijke naam werd in 1849 gepubliceerd door Félix Édouard Guérin-Méneville.
De soort komt voor in Ethiopië.